# Tomáš Staš
Tomáš Staš (ur. 13 lipca 1996 w Liptowskim Mikułaszu) – słowacki piłkarz występujący na pozycji ofensywnego pomocnika w słowackim klubie Tatran Liptowski Mikułasz, którego jest wychowankiem.